# Metsä Board
Metsä Board (2001–2012 M-real, tidigare Metsä-Serla Oy),  är ett börsnoterat finländskt skogsindustriföretag, som ingår i Metsä Group och som majoritetsägs av Metsäliitto. Metsä Boards aktier handlas på Helsingforsbörsen. Företaget producerar idag främst kartong, inklusive kraftliner.
Bolaget har genomgått flera omstruktureringar och stora förändringar sedan Metsä-Serla bildades genom en sammanslagning av verksamheter från Metsäliitto och G.A. Serlachius Oy 1987. Metsä Board har, eller har haft, bruk i länder som Finland, Sverige, Frankrike, Storbritannien, Schweiz, Uruguay och Tyskland.
Från 2005, då företaget fortfarande var en stor finpapperstillverkare, har stora förändringar av företagets produktion skett genom försäljningar, nedläggningar  av fabriker och köp av företag. År 2012 bytte företaget namn till Metsä Board.
I början av 2016 startades en ny produktionslinje för kartong på Husums pappersbruk i Sverige, och finpappersproduktionen avvecklades sommaren 2016. Produktionen av tapetpapper vid pappersfabriken i Kyrofors upphörde hösten 2016.

## Pappersfabriker
- Äänekoski, kapacitet 225 000 ton kartong per år
- Kemi, kapacitet 425 000 ton kraftliner per år
- Kyrofors, kapacitet 190 000 ton kartong per år
- Simpele, kapacitet 290 000 ton kartong per år
- Tako massafabrik i Tammerfors, kapacitet 210 000 ton kartong per år
- Husum, kapacitet 400 000 ton kartong och 250 000 blekt kraftliner per år (730 000 ton blekt pappersmassa per år)
- Massafabriken i Joutseno, kapacitet 330 000 ton blekt kemisk-termomekanisk pappersmassa (BCTMP) per år för företagets egna behov
- Massafabriken i Kaskö, kapacitet 370 000 ton blekt blekt kemisk-termomekanisk pappersmassa (BCTMP) per år för företagets egna behov och för avsalu

## Verksamhet i Sverige
Metsä Group förvärvade i början av 2000-talet Modo Paper-koncernen, som var en kortlivad avknoppning med bruk från Modo och SCA, bildad år 2000. I förvärvet ingick bland annat Hällefors pappersbruk i Silverdalen (nedlagt 2002), Wifsta finpappersbruk (nedlagt 2007) samt Husums pappersbruk i Husum.

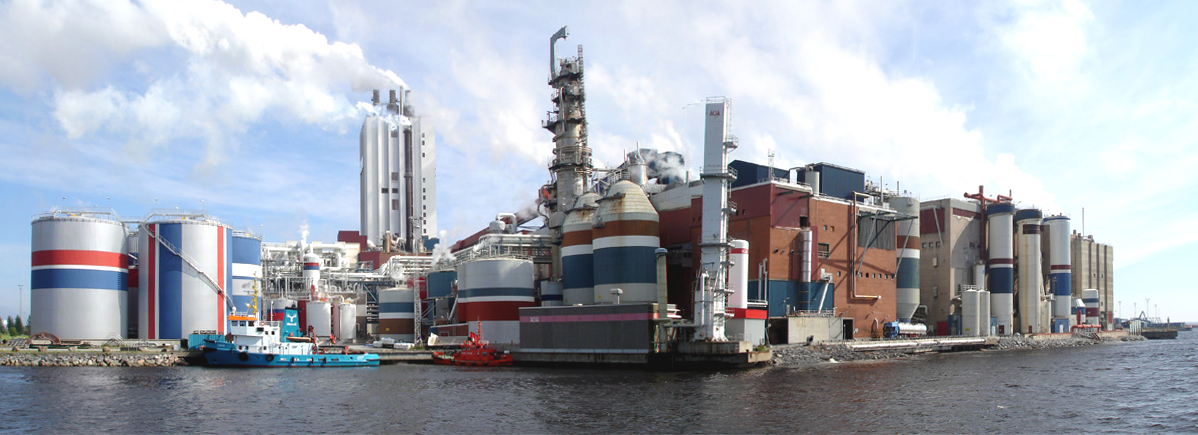
Metsä Boards sulfatfabrik i Husum